# 橋本淳
橋本淳（日语：／ Hashimoto Atsushi，1987年1月14日—）是出生於日本東京都的男演員，Amuse旗下的藝人。身高180cm，血型A型。2004年在電視劇《水男孩2》出道，2005年在特攝作品《魔法戰隊魔法連者》中主演紅色魔法使（小津魁）。

## 參與作品

### 電視劇
- 水男孩2（2004年7月9日 - 9月21日，富士電視台） - 飾演 橋野
- 魔法戰隊魔法連者（2005年2月13日 - 2006年2月12日，朝日電視台） - 飾演 紅色魔法使／小津魁
- 仰望半月的夜空（2006年10月2日 - 12月25日，東京電視台） - 飾演 戎崎裕一
- 第7話・第8話（2007年5月14日・28日，東京電視台） - 飾演 真田勇作（第7及第8集串客）
- 晨間小說連續劇 喜代美（2007年10月 -，NHK連續電視小說） - 飾演 和田正平
- 東京少女（2008年2月，BS-i）- 飾演 室井（相手役）
- （2008年5月26日，TBS）
- （2008年11月17日 - 2009年6月9日，TBS） - 飾演
- 海賊戰隊豪快者 第2話・第3話（2011年2月20日・27日，朝日電視台） - 飾演 小津魁
- 我要上太空 第3話（2009年7月2日，NHK） - 飾演 院生
- 黑金丑島君 第3話 - 第5話（2010年10月28日 - 11月11日，每日放送 / 10月26日 - 11月9日，TBS） - 飾演 江口
- Sign（2011年1月19日 - 3月16日，每日放送） - 飾演 坂田太郎
- 戰國★男士（2011年10月1日 - 2012年3月24日，神奈川電視台 等） - 飾演 真田幸村
- 愛上我的麵包店（2012年1月22日 - 2月26日，LaLa TV） - 飾演 伊庭周作
- 奪命捉迷藏 THE ORIGIN 第1話・第7話・第9話（2013年4月 - 6月，神奈川電視台 等） - 飾演 吉田大介
- 父子警探 第6話（2014年5月20日，關西電視台・富士電視台） - 飾演 石崎
- 軍師官兵衛（2014年，NHK） - 飾演 宇都宮朝房
- 無法放任不管的魔女們 第11話 - 第15話（2014年9月15日 - 19日，東海電視台） - 飾演 トシオ
- 保育偵探25時〜花咲慎一郎睡不着!〜 第8話（2015年3月，東京電視台） - 飾演 坪井
- 給夢的女孩 第1話（2015年5月17日，WOWOW）
- 紅鱂魚（2015年12月28日，TBS）
- 夏目家盜賊綺談（2016年1月3日，朝日電視台） - 飾演 高浜虚子
- 咕咕也是貓2 第1話（2016年6月11日，WOWOW） - 飾演 藤木
- 相棒 season15 第16話（2017年2月22日，朝日電視台） - 飾演 潮崎良純
- PTA爺爺！第4話（2017年4月23日，NHK BS Premium） - 飾演 山下秀憲
- 成為母親 第4話（2017年5月3日，日本電視台）
- 小悅〜昭和駄目爸爸戀愛物語〜（2017年7月15日 - 9月16日，NHK） - 飾演 長谷川次作
- 富士居酒屋 第7話（2017年8月20日，東京電視台）
- 刑警弓神（2017年10月12日 - 12月14日，富士電視台） - 飾演 町尾守
- 警視廳尋物係（2018年2月11日，朝日電視台） - 飾演 松永優一
- 毛骨悚然撞鬼經驗 夏之特別篇2018「看不見的沉澱」（2018年8月18日，富士電視台） - 飾演 高橋
- 明察小會計（2019年9月13日 - 27日，NHK綜合） - 飾演 円城格馬
- 不知道也無妨 最終話（2020年3月11日，日本電視台） - 飾演 戶倉聰
- 特捜9 season3 第7話（2020年7月1日，朝日電視台） - 飾演 宮坂（女部田）宏
- Red Eyes 監視搜查班 第5話（2021年2月20日，日本電視台）- 飾演 長篠晉平
- Anonymous〜警視廳“指殺人”對策室〜 第5話（2021年2月22日，東京電視台系） - 飾演 澤石啓太
- 遺留搜查 第6季 第9話（2021年3月11日，朝日電視台） - 飾演 瀨川彰
- 綺麗之國 第1話 - 第2話（2021年4月12日 - 4月19日，NHK綜合）- 飾演 佐川健司
- ＃家族募集中 第4話 - 第6話（2021年8月20日 - 9月3日，TBS）- 飾演 三澤芳樹
- THE HIGH SCHOOL HEROES 第4話（2021年8月21日，朝日電視台）- 飾演 近杉真一
- 木之吸管（2022年2月26日，富士電視台） - 飾演 古川智
- 紅色呼叫鈴（2022年7月11日 - 9月26日，東京電視台） - 飾演 瀧中良一
- 魔法翻新 第1話（2022年7月18日，關西電視台・富士電視台）- 飾演 佐竹總一朗
- 那不是抄襲嗎？（2023年4月12日 - 6月14日，日本電視台） - 飾演 堀口健
- 刑警與檢察官，有時是法官。 第2話（2023年4月20日，朝日電視台） - 飾演 田中克也
- 聽我的電波吧 第7話（2023年6月2日，朝日電視台） - 飾演 多野潤一
- 我們假結婚吧 第5話 - 第6話（2023年8月8日 - 8月15日，關西電視台・富士電視台） - 飾演 新田淳
- 25時，赤坂見（2024年4月19日 - 6月21日，東京電視台） - 飾演 篠田翔太
- Re:Revenge－在欲望的盡頭－ 第6話 - （2024年5月16日 - ，富士電視台） - 飾演 若林雄介
- 那孩子的孩子（2024年6月25日 - ，關西電視台・富士電視台） - 飾演 沖田侑斗
- 豈有此理〜蔦重繁華如夢故事〜（2025年，NHK）- 飾演 北尾重政

### 網路劇
- 檜山健太郎的懷孕（2022年，Netflix） - 飾演 高木

### 電影
- 魔法戰隊魔法連者 THE MOVIE 地獄魔人的新娘（2005年，東映） - 飾演 紅色魔法使／小津魁
- 阿波DANCE（2007年8月） - 飾演 松浦和史
- 強風吹拂（2009年，松竹）- 飾演 神童（杉山高志）
- ／ Makuko（2019年） - 飾演 慧の担任・小菅

### 舞台
- Amuse Youth ×SET Collaboration「ON LINE」（2006年6月7日～13日，Theater V赤坂）
- （2007年5月2日～6日，新宿SPACE ZERO）
- （2008年9月5日～28日，日比谷Theatre Creation）原作：牧野望　導演：山田和也

### 廣告
- 魔法連者的關連商品（2005年）
  - 萬代
  - SEIKA
  - 東京巨蛋
  - NICHIFURI食品
  - 小森樹脂
  - Prima Ham
- 野村證券（在飾演小西真奈美的弟弟之中）
  - 冬編 2007年11月～
  - 春編 2008年3月～
  - 夏編 2008年5月～
  - 秋編 2008年8月～

### 宴會
- MERRY X`MAS PARTY（2005年12月23日，新宿KOMA劇場）
- （2006年12月28日，天王洲銀河劇場）
- （2007年12月30日，ZEPP TOKYO）

### 綜藝節目
- （2005年，朝日電視台）
- （2005年，日本電視台）
- （2007年，NHK）
- （2008年，關西電視台）

### 旁白
- （2007年，東京電視台）

### Original Video
- 魔法戰隊魔法連者VS刑事連者（2006年，東映） - 飾演 紅色魔法使／小津魁
- 超忍者隊INAZUMA!（2006年，東映） - 飾演 細松
- 超忍者隊INAZUMA!! SPARK（2007年，東映） - 飾演 細松

### 網上節目
- （GyaO）

## 外部連結
- （日語） 橋本淳的個人檔案 （页面存档备份，存于）
- （日語） 橋本淳的個人日誌(舊)
- （日語） 橋本淳的個人日誌(新) （页面存档备份，存于）
- 橋本淳的X（前Twitter）
- 橋本淳的Instagram帳戶

| 前任： 載寧龍二 （特搜戰隊刑事連者） | 日本超級戰隊系列紅色戰士演員 魔法戰隊魔法連者 同期：磯部勉 2005年2月13日-2006年2月12日 | 繼任： 高橋光臣 古谷徹 (聲演) （轟轟戰隊冒險者） |